# De kleine prins
De kleine prins (Frans: Le Petit Prince) is een poëtisch verhaal van de hand van schrijver en piloot Antoine de Saint-Exupéry, gepubliceerd in 1943. De illustraties, van de hand van de auteur zelf, zijn minstens zo bekend als het verhaal zelf.
De Saint-Exupéry schreef dit moderne sprookje toen hij in een hotel in New York verbleef. Het is zijn bekendste boek en geldt als het vaakst vertaalde boek uit de Franse literatuur. In 1999 eindigde het boek op de vierde plaats in de verkiezing van de 100 beste boeken van de eeuw van Le Monde.

## Inhoud
Ogenschijnlijk is De kleine prins een kinderboek. Er worden echter verscheidene diepzinnige en idealistische punten over het leven aangekaart, die door het hele boek verweven zijn. In het boek stelt de schrijver zichzelf voor in de Sahara, waar hij een jonge buitenaardse prins tegenkomt. In hun gesprek openbaart de schrijver zijn eigen visie op de eigenaardigheden van de mensheid. Hij laat de eenvoudige verstandigheid zien die volwassenen lijken te vergeten wanneer ze opgroeien.
Het prinsje woont op een kleine planeet met een roos en drie vulkaantjes, waarvan er twee werken. Hij brengt de dag door met het zich ontfermen over zijn planeetje en het uitroeien van apenbroodbomen, die steeds weer als onkruid uit de grond schieten en zijn planeet uit elkaar kunnen scheuren indien hij ze zou laten groeien. Op een dag verlaat de prins de planeet, om te zien hoe de rest van het heelal eruitziet, en bezoekt hij verschillende andere planeetjes. Elk van die planeetjes wordt bewoond of beheerst door een volwassene die zichzelf op een of andere manier belachelijk maakt:
De Koningdie gelooft dat hij over de sterren heerst, omdat hij ze beveelt om dingen te doen die ze normaal gesproken ook wel zouden doen.
De IJdeltuitdie door iedereen geliefd wil worden, maar in zijn eentje op zijn planeet zit.
De Dronkenlapdie drinkt om te vergeten dat hij zich schaamt voor het feit dat hij drinkt (hypocrisie).
De Zakenmandie altijd druk is met het tellen van sterren, waarvan hij gelooft dat ze van hem zijn. Hij wil ze gebruiken om meer sterren te kopen.
De LantaarnopstekerLang geleden had hij op zijn planeet de taak gekregen om 's nachts de lantaarn aan te steken en hem 's morgens weer te doven. Toentertijd draaide de planeet met een redelijke snelheid, en had hij tijd om te slapen. Maar na verloop van tijd begon de planeet steeds sneller te draaien, waardoor de nachten en dagen steeds korter werden. Omdat de opsteker weigerde te stoppen met zijn werk, ontsteekt en dooft hij de lantaarn nu iedere minuut en krijgt hij geen rust meer.
De Geograafdie al zijn tijd besteedt aan het maken van kaarten, maar nooit zijn bureau verlaat om op ontdekking te gaan. Uit beroepsmatige interesse vraagt de geograaf aan de prins om zijn planeet te beschrijven. Het prinsje beschrijft de vulkanen en de roos. "We noteren geen bloemen", zegt de geograaf, omdat ze maar tijdelijk zijn. De prins is geschokt en de wetenschap dat zijn roos ooit vergaat doet hem pijn. De geograaf adviseert het prinsje om de planeet aarde te bezoeken.
Op aarde ziet de prins een hele rij met rozenstruiken. Hij is teleurgesteld, want hij dacht dat zijn roos de enige was in het universum. Dan ontmoet hij een vos, en de kleine prins temt hem. De vos legt hem uit dat de roos van het prinsje wel degelijk uniek is en speciaal, omdat het degene is waarvan hij houdt.
Het prinsje ontmoet de verteller en vraagt hem om een schaap te tekenen. Omdat de verteller niet weet hoe hij een schaap moet tekenen, tekent hij wat hij kent: een slang met een uitstulpende maag. "Nee, nee!" roept het prinsje. "Ik wil geen slang met een olifant erin, ik wil een schaap!". Toen de verteller zes jaar oud was, liet hij diezelfde tekening aan volwassenen zien. Hij vroeg hun toen of ze deze tekening gevaarlijk vonden, omdat het een slang was, maar iedereen zei dat ze een hoed niet gevaarlijk vonden. De volwassenen dachten keer op keer dat het een hoed was die de verteller had getekend. De kleine prins begreep de tekening echter wel, direct toen hij hem voor het eerst zag. De verteller probeert nog een paar keer een schaap te tekenen, maar het prinsje is niet tevreden. Uiteindelijk tekent hij een doos, en zegt dat er een schaap in zit. Het prinsje, dat het schaap net zo goed ziet als de olifant in de slang, accepteert het.
In de woestijn ontmoet het prinsje een slang, die het prinsje bedreigt. De verteller jaagt de slang weg en neemt daar afscheid van het prinsje, maar het prinsje gaat nog niet weg. De volgende ochtend komt de verteller weer op die plek aan en ziet dat het prinsje weg is.

## Versies en vertalingen
Het is vertaald in 578 talen en dialecten. De eerste Nederlandse vertaling was die van Laetitia de Beaufort-van Hamel, die in 1951 uitkwam. De tweede verscheen in 2000 en was het laatste werk van Ernst van Altena. In 2017 verscheen er een integrale vertaling van Martine Delfos, bij SWP uitgevers. In 2019 verscheen er voor het eerst een integrale hertaling voor kinderen, door Tiny Fisscher, uitgegeven door Uitgeverij Volt, met nieuwe illustraties van Mark Janssen. In 2021 maakte Erik van Muiswinkel een nieuwe vertaling. In 1996 verscheen in Nederland de eerste vertaling in een andere taalvariëteit (Limburgs), waarna verschillende hertalingen in diverse dialecten verschenen.  
| (Streek)taal | Dialect              | Titel               | Vertaler                                 | Jaar      | ISBN                            |
| ------------ | -------------------- | ------------------- | ---------------------------------------- | --------- | ------------------------------- |
| Fries        | ?                    | De Lytse Prins      | Jacobus Quiryn Smink                     | 1998 2012 | 90-6570-310-1 978-90-8954-496-4 |
| Limburgs     | ?                    | 't Prinske          | Leo Henderikx                            | 1996 2015 | 90-800390-9-8 978-90-76920-15-3 |
| Limburgs     | ?                    | D'r Klinge Prins    | Leonie Robroek                           | 1996 2015 | 90-803540-1-5 90-803540-1-5     |
| Limburgs     | Kerkraads            | D'r Klinge Prins    | Martin Krewinkel                         | 2023      | -                               |
| Limburgs     | Venloos              | 't Klein Prinske    | Bas Vissers                              | 2024      | 978-94-64915-51-8               |
| Limburgs     | Maastrichts          | 't Klein Prinske    | Lydeke van Beersum                       | 2024      | 978-90-6100-778-4               |
| Nedersaksich | Drents               | De Kleine Prins     | Abel Darwinkel                           | 2009      | 978-3-937467-61-0               |
| Nedersaksich | Drents               | De Kleine Prins     | Abel Darwinkel                           | 2015      | 978-3-937467-61-0               |
| Nedersaksich | Twents               | Et Heanige Preenske | Herman Finkers                           | 2023      | 978-90-213-4240-5               |
| Nedersaksich | Gronings             | Luk Prinske         | Klaas Pieterman                          | 2023      | 978-3-98651-043-5               |
| Nederlands   | Hollands/ Amsterdams | Het Klaane Prinsie  | Mieke Unterhorst                         | 2023      | 978-3-98651-046-                |
| Nederlands   | Hollands/ Bildts     | De Klaine Prîns     | Bauky Luinstra-Groeneveld & Jan de Groot | 2019      | 978-94-91536-61-8               |
| Nederlands   | Vlaams/ Gents        | De Klaane Prins     | Eddy Levis                               | 2020      | 978-3-947994-50-2               |
| Nederlands   | Brabants/ Aalsters   | De Kleine Prinsj    | Jan Louies                               | 2019      | 978-3-947994-27-4               |
| Nederlands   | Brabants/ Brussels   | De Klaaine Prins    | Jean-Jacques De Gheyndt                  | 2020      | 978-3-947994-51-9               |

De Nederlandse versie waarop bovenstaand artikel is gebaseerd wijkt op meerdere punten inhoudelijk af van de originele Franse versie van het boek. 
Zo komt de Kleine Prins de slang wel tegen, maar de slang bedreigt hem niet. Ze praten over de dood en op een bepaald moment vraagt de slang aan de Kleine Prins of hij hem mag bijten. De Kleine Prins onthoudt dit en gaat verder. Nadien laat de Kleine Prins zich toch bijten door de slang, omdat voor de reis terug naar zijn thuisplaneet zijn lichaam te veel ballast vormt. Het feit dat de piloot zich kan voorstellen dat hij ergens op een van de sterren daarboven is, brengt hem bij de essentie van hun vriendschap. Zoals al door de vos geformuleerd: dat je treurt om iemand die er niet meer is, neem je voor lief als je je werkelijk wilt verbinden. Een dag na dit gesprek vindt de piloot het dode lichaam van de Kleine Prins.

## Spin-offs

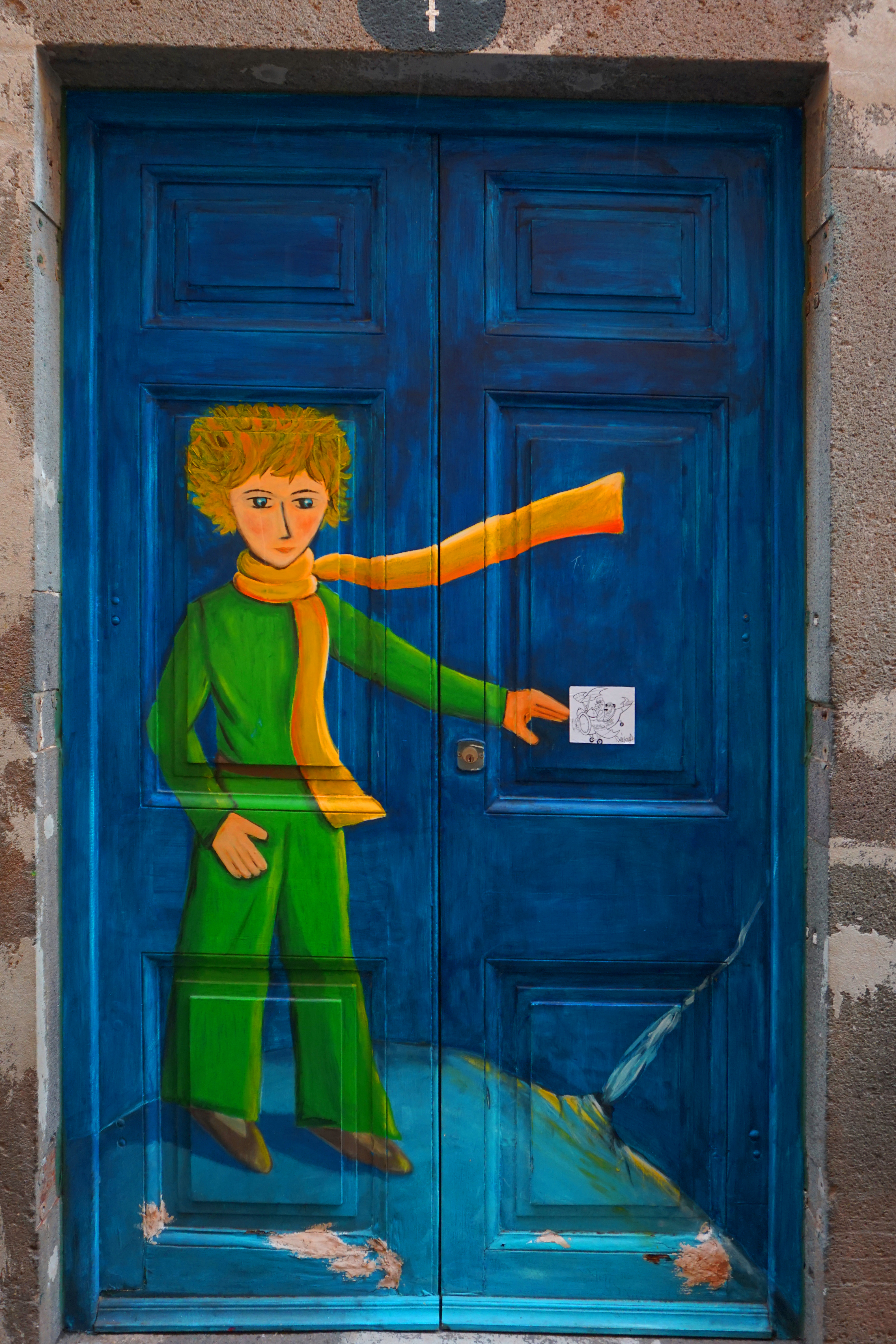
De kleine prins als onderdeel van een straatkunstproject in Funchal (Madeira)

Benevens betrekkelijk getrouwe verfilmingen zijn er ook vrije spin-offs, zoals de recente Frans-Duitse tv-animatie-reeks Le petit prince, waarin de kleine prins met zijn trouwe gezel de vos diverse niet in het boek vermelde planeten bezoekt en bewoners helpt, steeds belaagd door de slang die hen bestookt met boze gedachten.
De verfilmingen die in de bioscoop verschenen zijn: The Little Prince uit 1974 en Le Petit Prince uit 2015 (in Nederland beter bekend als De kleine prins).

## Astronomie
In 2003 is er een kleine planeet (Petit-Prince, ontdekt in 1998) genoemd naar de inspiratie van de kleine prins: de zoon van de Franse keizer Napoleon III Bonaparte en Eugénie, Napoleon Eugène Lodewijk Bonaparte, 'Prince Impérial'.
Er is een planetoïde genaamd (46610) Bésixdouze, dat is B-zes-twaalf in het Frans. De kleine prins leefde op planetoïde B612. Haar nummer 46610 wordt geschreven als B612 in hexadecimale notatie.
Tevens is planetoïde (2578) Saint-Exupéry vernoemd naar de auteur van De Kleine Prins.